# Scyrotis
Scyrotis là một chi bướm đêm thuộc họ Cecidosidae.

## Các loài
- Scyrotis alticolaria Mey, 2007
- Scyrotis athleta Meyrick, 1909
- Scyrotis brandbergensis Mey, 2007
- Scyrotis granosa (Meyrick, 1912)
- Scyrotis kochi Mey, 2007
- Scyrotis matoposensis Mey, 2007
- Scyrotis namakarooensis Mey, 2007
- Scyrotis pulleni Mey, 2007
- Scyrotis trivialis (Meyrick, 1913)